# Naso thynnoides
Naso thynnoides és una espècie de peix pertanyent a la família dels acantúrids.

## Descripció
- Pot arribar a fer 40 cm de llargària màxima (normalment, en fa 25).
- 4 espines i 28-30 radis tous a l'aleta dorsal i 2 espines i 27-29 radis tous a l'anal.[3][4]

## Alimentació
Menja zooplàncton i algues.

## Hàbitat
És un peix marí, associat als esculls i de clima tropical (22 °C-24 °C) que viu entre 2 i 40 m de fondària.

## Distribució geogràfica
Es troba des de l'Àfrica oriental fins a la Micronèsia (llevat de les illes Marshall), les illes Ryukyu, Salomó, la Gran Barrera de Corall i l'atol de Rangiroa a les illes Tuamotu.

## Observacions
És inofensiu per als humans.